# Archytas convexiforceps
Archytas convexiforceps är en tvåvingeart som beskrevs av Brooks 1949. Archytas convexiforceps ingår i släktet Archytas och familjen parasitflugor.
Artens utbredningsområde är Florida. Inga underarter finns listade i Catalogue of Life.